# Bundesstraße 166
De Bundesstraße 166 is een Duitse weg (bundesstraße) in de deelstaat Brandenburg.
Ze loopt tussen Schwedt/Oder en Kreuz Uckermark, waar de B166 aansluit op de A11 en A20. Ze is 34,5 kilometer lang.

## Routebeschrijving
Ze begint bij Kreuz Uckermark waar hij aansluit op zowel de A11 als de A20. Ze loopt langs Gramzow, Zichow en Passow. Bij de aansluiting Schwedt/Oder-Nordwest sluit de B2 aan. Ze lopen door naar Schwedt waar de B2 afbuigt. Ze loopt door het centrum en eindigt ten zuidoosten van de stad  op de brug over de Oder die ook de grens met Polen vormt. Hier sluit ze aan op de DK26 naar Myślibórz.
B1 · B2 · B4 · B5 · B75 · B76 · B77 · B87 · B96 · B96a · B96b · B97 · B101 · B102 · B103 · B104 · B105 · B106 · B107 · B108 · B109 · B110 · B111 · B112 · B112n · B113 · B115 · B122 · B156 · B158 · B166 · B167 · B168 · B169 · B179 · B182 · B183 · B187 · B188 · B189 · B190n · B191 · B192 · B193 · B194 · B195 · B196 · B197 · B198 · B199 · B200 · B201 · B202 · B203 · B204 · B205 · B206 · B207 · B208 · B209 · B246 · B320 · B321 · B404 · B430 · B431 · B432 · B434 · B435 · B495 · B501 · B502 · B503